# Nuevo (Naranjito)
Nuevo es un barrio ubicado en el municipio de Naranjito en el estado libre asociado de Puerto Rico. En el Censo de 2010 tenía una población de 4004 habitantes y una densidad poblacional de 488,45 personas por km².

## Geografía
Nuevo se encuentra ubicado en las coordenadas 18°17′19″N 66°13′41″O / 18.28861, -66.22806. Según la Oficina del Censo de los Estados Unidos, Nuevo tiene una superficie total de 8.2 km², de la cual 8.18 km² corresponden a tierra firme y (0.16%) 0.01 km² es agua.

## Demografía
Según el censo de 2010, había 4004 personas residiendo en Nuevo. La densidad de población era de 488,45 hab./km². De los 4004 habitantes, Nuevo estaba compuesto por el 85.26% blancos, el 4.77% eran afroamericanos, el 0.67% eran amerindios, el 0.05% eran asiáticos, el 0.05% eran isleños del Pacífico, el 4.25% eran de otras razas y el 4.95% pertenecían a dos o más razas. Del total de la población el 99.83% eran hispanos o latinos de cualquier raza.